# Streptocephalus dendrophorus
Streptocephalus dendrophorus är en kräftdjursart som beskrevs av Hamer och Appleton 1993. Streptocephalus dendrophorus ingår i släktet Streptocephalus och familjen Streptocephalidae. IUCN kategoriserar arten globalt som starkt hotad. Inga underarter finns listade i Catalogue of Life.